# Taxenne
Taxenne is een gemeente in het Franse departement Jura (regio Bourgogne-Franche-Comté) en telt 94 inwoners (2009). De plaats maakt deel uit van het arrondissement Dole.

## Geografie
De oppervlakte van Taxenne bedraagt 3,9 km², de bevolkingsdichtheid is dus 24,1 inwoners per km².

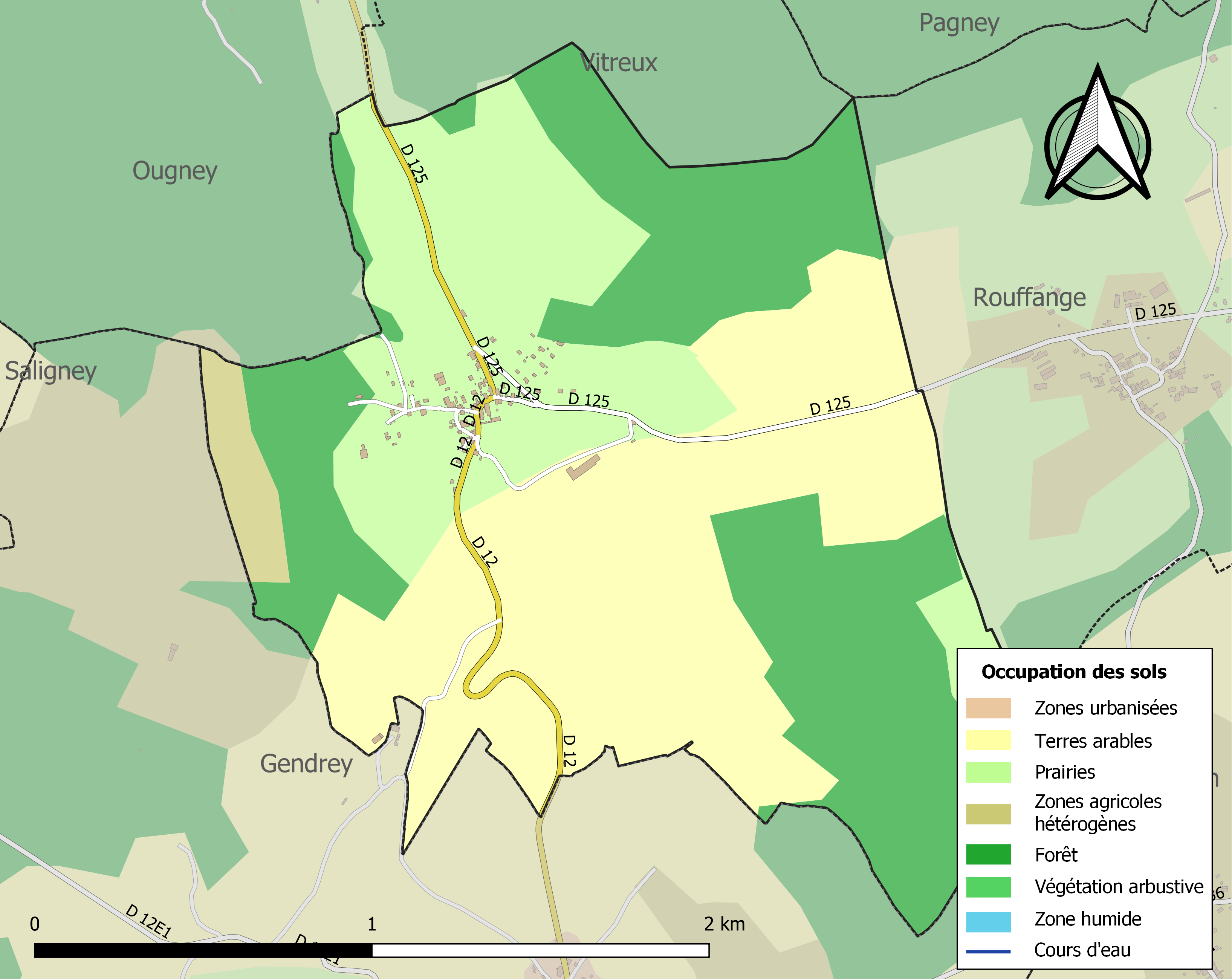
Kaart van de gemeente met de belangrijkste infrastructuur, bodemgebruik en omliggende gemeenten

## Demografie
Onderstaande figuur toont het verloop van het inwonertal (bron: INSEE-tellingen).